# Ильмарэ (спутник)
Ильмарэ (Ilmarë) — спутник транснептунового объекта (кьюбивано) (174567) Варда.
Ильмарэ был открыт 26 апреля 2009 года командой астрономов под руководством Кита С. Нолла на изображениях, поступающих с космического телескопа Хаббл, но сообщения о наличии у Варды спутника появились только в 2011 году, когда спутник получил временное обозначение S/2006 (174567) 1.
16 января 2014 года Международный астрономический союз, одновременно с присвоением имени Варде, дал спутнику имя Ильмарэ — в честь Ильмарэ, помощницы (майар) Варды, одной из владычиц валар в легендариуме Джона Толкина.
Ильмарэ находится в 4200 км от Варды. Так как оба тела вращаются вокруг общего центра масс, то система может рассматриваться как двойной астероид, схожий по пропорциям размеров с системой «Плутон — Харон». Ильмарэ имеет оценку диаметра в 376 км (около 51,4 % диаметра от центрального тела). Масса, плотность и состав спутника неизвестны. Если эта информация подтвердится, то Ильмарэ будет самым крупным спутником астероида в Солнечной системе. Следующим по величине является спутник Хаумеа Хииака диаметром 320 км, но это спутник карликовой планеты. Крупнейшим по величине спутником астероида является компаньон Салации Актея — 303 км. Если Варде будет присвоен статус карликовой планеты, то Ильмарэ получит статус спутника карликовой планеты, а не астероида.
На архивных снимках система «Варда — Ильмарэ» была найдена 72 раза, начиная с 1980 года.